# Péguilhan
Péguilhan es una comuna nueva francesa situada en el departamento de Alto Garona, de la región de Occitania.

## Historia
Fue creada el 1 de enero de 2017, en aplicación de una resolución del prefecto de Alto Garona de 4 de agosto de 2016 con la unión de las comunas de Lunax y Péguilhan, pasando a estar el ayuntamiento en la antigua comuna de Péguilhan.

## Demografía
| Gráfica de evolución demográfica de Péguilhan entre 1800 y 2013 |
|                                                                 |

Los datos entre 1800 y 2013 son el resultado de sumar los parciales de las dos comunas que forman la nueva comuna de Péguilhan, cuyos datos se han cogido de 1800 a 1999, para las comunas de Lunax y Péguilhan de la página francesa EHESS/Cassini. Los demás datos se han cogido de la página del INSEE.

## Composición
| Comuna delegada | Código INSEE | Población (2013) | Superficie (km²) | Densidad (hab./km²) |
| --------------- | ------------ | ---------------- | ---------------- | ------------------- |
| Lunax           | 31307        | 65               | 5.1              | 13                  |
| Péguilhan       | 31412        | 231              | 18.48            | 13                  |